# Cazadores de Dune
Cazadores de Dune es la primera de las dos novelas escritas por Brian Herbert y Kevin J. Anderson como continuación de la saga original de novelas de Dune escritas por Frank Herbert. Los autores afirman que se basaron en las notas y material dejados por Frank Herbert. Tanto ésta novela como su continuación, Gusanos de arena de Dune, representan su versión de "Dune 7", nombre del proyecto sobre la continuación planeada por Frank Herbert para su saga original.

## Argumento

### Contexto
Tras el reinado de tres mil quinientos años de Leto II, el Dios Emperador, el imperio quedó a su suerte. Durante mil quinientos años, los tiempos de la Hambruna y la posterior Dispersión, la raza humana se ha desperdigado por las profundidades del espacio. Algunas facciones han desaparecido o perdido su influencia, como los fremen, decaídos durante el reinado de Leto II, y las Habladoras-pez, el antiguo ejército femenino del Dios Emperador, o los Ixianos, cuyo dominio tecnológico va desapareciendo con las contribuciones aportadas por la Dispersión.
Otras facciones han aparecido en la Dispersión, como los nuevos Danzarines Rostro, independizados de sus creadores tleilaxu y las Honoradas Matres, supuestas descendientes de las Habladoras-pez y las Bene Gesserit dispersas. La destrucción de Arrakis y la eliminación de los Tleilaxu del imperio por las Matres han provocado que la producción de especia se encuentre limitada a los aún relativamente pequeños gusanos de arena de Casa Capitular, planeta sede de la Nueva Hermandad que Murbella intenta crear, integrando a las combativas Honoradas Matres en la más antigua y madura Bene Gesserit.
Sheeana, los gholas Duncan Idaho y Miles Teg, junto con un grupo de Reverendas Madres contrarias a la integración y los refugiados en la no nave (Scytale, el último Maestro tleilaxu vivo, los judíos que protegieron a Lucilla tras su huida de Lampadas, junto con cuatro futars rescatados y siete gusanos recogidos del desierto de Casa Capitular) han escapado un universo alternativo, en busca de otro futuro. Pero el Enemigo que expulsó a las Honoradas Matres de su imperio en la Dispersión se acerca, y Kralizec, la batalla del fin del universo, se acerca. El destino de la Humanidad está de nuevo en juego.

### Trama
La trama central de Cazadores de Dune y de su secuela se centra en la odisea de la no nave en la que Duncan Idaho, la rebelde Sheeana, un grupo de refugiados judíos y los cuatro futars cautivos escapan del antiguo Universo Conocido con siete gusanos de arena en sus bodegas a una zona desconocida de la galaxia, huyendo de las terribles Honoradas Matres y de su misterioso y poderoso Enemigo. También en los esfuerzos de Murbella para cohesionar el antiguo imperio alrededor de su Nueva Hermandad y fortalecerse frente a la amenaza exterior.

#### LaÍtaca
Al iniciar la novela, tres años después de escapar de Casa Capitular, la Ítaca vuelve al Universo Conocido, ayudados en última instancia por una presencia mental llamada el Oráculo del Tiempo, que la trama acaba revelando ser Norma Cenva, la antigua fundadora de la Cofradía Espacial.
Scytale enferma, sin un ghola en formación que pueda substituirle y continuar su existencia ghola, y ofrece las células de personajes del pasado a cambio de un ghola propio con el que perpetuarse de nuevo. Forzados a eludir la diabólica red de taquiones preparada por Daniel y Marty, los fugitivos deciden recrear gholas de varios personajes claves del pasado de Dune, empezando por Paul Muad'Dib, luego su madre Dama Jessica y el Mentat Thufir Hawat, seguidos por el amor de Paul Chani, el traidor histórico de la Casa Atreides Dr. Suk Wellington Yueh, el planetólogo y líder fremen Liet-Kynes, el Naib fremen Stilgar y finalmente Leto II. Una facción Bene Gesserit contraria al proyecto ghola intenta eliminar al bebé ghola Leto II, que inesperadamente parece convertirse en un gusano y se defiende. Sheena, que planeaba ampliar la serie de gholas, recibe un mensaje de sus Otras Memorias a través de la Sayyadina Ramallo: “Procede con cautela cuando te mueves por terreno peligroso”.
En su peregrinaje, llegan al planeta origen de los futars, donde descubren que los Adiestradores son en realidad danzarines rostro a servicio del Enemigo y consiguen escapar en última instancia gracias a la hipervelocidad oculta de Teg. Daniel y Marty envían su inmensa flota a la conquista de la Humanidad, desvelándose su naturaleza original. Omnius, la supermente líder de las Máquinas Pensantes y Erasmus, el robot independiente, escapados de la Yihad Butleriana. Una sonda con una actualización de Omnius y una copia de Erasmus fue lanzada al final de la Yihad, y encontró una copia previa en un universo alternativo. Omnius comenzó a preparar una inmensa flota, mientras Erasmus, descubiertos los danzarines rostro tleilaxu, los perfeccionó creando sus propios danzarines, indistinguibles y superiores.
El Oráculo sigue buscando la Ítaca y el kwisatz haderach especial que va en él. En la nave, el ghola Paul Atreides intenta un trance de especia para despertar sus recuerdos, y tiene una visión de su muerte en que una versión perversa de sí mismo le apuñala.

#### La Nueva Hermandad
Murbella por su lado lucha para mantener unidas las facciones opuestas de su Nueva Hermandad, y adopta un nuevo título, Madre Comandante. Tras un cruento enfrentamiento entre acólitas en el patio de la escuela, y con el temor de que las disensiones internas las debilite en su enfrentamiento con el Enemigo, Murbella decide imponer un estricto código de vestuario para evitar la ostentación de diferencias, y forzando a todas a vestir un simple traje negro.
Entre las Honoradas Matres sin asimilar, el mayor grupo rebelde es liderado por la Madre Superiora Hellica en el sistema Tleilax, con bases en  Buzzell y Gammu. Hellica presiona a Uxtal para que produzca el sustitutivo de la especia basado en la adrenalina para las Matres e investigue la producción de melange en los tanques axlotl, tecnología desarrollada por los Tleilaxu originales tras la Dispersión y que como tleilaxu disperso ignora.
Bajo el mando de una de sus hijas, Janess Idaho, las fuerzas especiales de la Madre Comandante, las Valquirias, han añadido a su entrenamiento las artes de los Maestros Espadachines de Ginaz, en honor a su padre Duncan Idaho. Tras eliminar los grupos de Matres rebeldes en Casa Capitular Murbella se dirige a Richese para encargar la masiva fuerza militar que necesitará en la batalla contra el Enemigo. Luego lidera a sus Valquirias en un ataque a Buzzell, donde mantienen esclavizadas a varias Reverendas Madres para la explotación de las famosas y valiosas soopiedras.
Con la ubicación de Casa Capitular al descubierto, Hellica envía desde Gammu cuatro destructores en un carguero de la Cofradía que aniquilen a la Nueva Hermandad, pero son capturados por Murbella. En represalia, las Valquirias se introducen tras las defensas de Ysai, capital de Gammu, y eliminan a las Honoradas Matres. Ocho mil prisioneras se unen a la Nueva Hermandad. Janess descubre la infiltración de los nuevos danzarines rostro mejorados entre las Matres, y que son inidentificables. La duda de una posible infiltración en cualquier facción, incluida la Nueva Hermandad, atormenta a Murbella.
Hellica pide Edrik transporte a Richese, a cambio de su colaboración en el proyecto de la melange sintética, y con sus destructores arrasa por completo el planeta, retrasando en décadas la fabricación de la armada de Murbella. La madre comandante se alía con la Cofradía para conquistar Tleilax. Pero antes se somete a un trance de especia e investiga en sus Otras Memorias la información que se les escapa sobre el origen de las Honoradas Matres y de su furiosa naturaleza.
El ataque y conquista de Tleilax revela a la Nueva Hermandad la infiltración de los danzarines rostro en todas las facciones del antiguo imperio. Durante el ataque Uxtal muere y las instalaciones de investigación son destruidas, pero el ghola Waff huye y es acogido por Edrik, el navegador de la cofradía, tras proponer el ghola el desarrollo genético de nuevos y mejorados gusanos de arena para los navegadores.
Murbella revela a la Nueva Hermandad el verdadero origen de las Honoradas Matres, y cómo la conquista de un planeta poblado por máquinas pensantes despertó al Enemigo, Omnius, quien las persigue, después de quince milenios de planificación, para acabar con la raza humana.

#### Danzarines Rostro
Los Danzarines Rostro están liderados por Khrone e introducidos por todo el Imperio del Millón de Mundos para enfrentar unas facciones con otras. Han capturado a Uxtal, un tleilaxu de la dispersión con conocimientos básicos sobre los tanques axlotl, y lo envían a Tleilax para producir un ghola del Barón Vladimir Harkonnen según las órdenes del Enemigo, Daniel y Marty, los ancianos de las visiones de Idaho en Casa Capitular Dune.
El Oráculo del Tiempo convoca mentalmente a miles de navegadores de la Cofradía en un punto del espacio, y los traslada plegando el espacio al universo desconocido, donde les comunica que en la nave Ítaca viaja el Kwisatz Haderach Último, y que las dos facciones que se enfrentarán en Kralizec lo buscan para asegurarse la victoria. La Cofradía se resiente del control absoluto de Murbella sobre la producción de especia, y buscan una salida para la navegación en la tecnología ixiana, pero los danzarines rostro de Khrone controlan la confederación ixianal y “desarrollan” una tecnología de navegación antigua del Enemigo para infiltrarla como ixiana y substituir a los navegadores.
Mientras Edric, navegante de la Cofradía, tiene un encuentro con el Oráculo tras el que decide buscar una vía alternativa a la escasez de melange. Para ello solicita a Hellica que Uxtal desarrolle la tecnología axlotl que permita producir melange. Desarrollan un ghola a partir de células de  Waff, el Maestro tleilaxu que murió en Arrakis, cuyos clones las Matres conservan secretamente como productores de esperma tleilaxu, usando la tecnología axlotl en los machos.
Khrone tiene sus propios planes para liberar a los danzarines rostro de sus amos y alcanzar el Poder. Encarga a Uxtal el desarrollo, a partir de la daga de Shaddam IV manchada de sangre, de un ghola de Paul Atreides, al que llaman Paolo para diferenciarlo del de la Ítaca. Ambos gholas son educados en Caladan, y finalmente despiertan las memorias del Barón para que se encargue de educar a Paolo, aunque el proceso trae consigo la presencia de Alia en su mente.

## Personajes
Los personajes principales se listan a continuación por grupos o alianzas. Estas alianzas pueden cambiar a lo largo de la serie de novelas, o revelarse de modo distinto.

### La Ítaca
Gigantesca no nave capturada a las Honoradas Matres al final de Herejes de Dune, durante Casa Capitular Dune fue alojamiento para varios refugiados acogidos por la Bene Gesserit. Adquirió su nombre en Cazadores de Dune, después de que una facción contraria a la integración de las Honoradas Matres la usara para escapar a zonas inexploradas del universo.
- Reverenda Madre Sheena, joven huérfana de Arrakis, capaz de comunicarse con los gusanos de arena. Centro de las manipulaciones de la Missionaria Protectiva, líder de las disidentes que escapan de Casa Capitular.
- Duncan Idaho, último de una serie de doce gholas desarrollados a petición de la Bene Gesserit. Pareja de Murbella, escapa en la Ítaca huyendo de la red de taquiones de los ancianos Daniel y Marty.
- Miles Teg, ghola del antiguo Bashar de la Bene Gesserit, desarrollado para enfrentarse a las Honoradas Matres. Hereda las capacidades de hipervelocidad y visión de los no campos.
- Scytale, último Maestro tleilaxu vivo, en una cápsula de entropía nula guarda muestras celulares de grandes figuras de la historia del Universo Conocido.
- Futars, híbridos de humano y felino, desarrollados por los nuevos danzarines rostro en la Dispersión para cazar y devorar Honoradas Matres. Acogidos durante la batalla de Conexión, son la clave para descubrir la filiación de sus "Adiestradores" con el Enemigo.
- Rabino, viejo rabino judío, acogido por la Bene Gesserit tras proteger a Lucilla durante Herejes de Dune.
- Rebecca, Reverenda Madre salvaje de los judíos, transmisora de las miríadas de memorias recogidas por Lucilla en extremis durante la destrucción del planeta escuela Lampadas.
- Gholas, se desarrollan una serie de gholas de grandes figuras de la historia de Dune (ver Trama).

### La Nueva Hermandad
Fruto de la difícil integración de las Honoradas Matres en la Hermandad Bene Gesserit, se convierte en el eje alrededor del cual se articula la defensa de la Humanidad frente al Enemigo.
- Murbella, Madre Comandante de la Nueva Hermandad. Pareja de Duncan Idaho, tiene varias hijas con él. Tras la muerte de Odrade y el asesinato de la Gran Honorada Matre Logno asume el poder en ambas organizaciones e inicia el proceso de integración.
- Janess, hija de Murbella y Duncan Idaho, asume el liderato de las Valquirias y recupera las técnicas de los Maestros Espadachines de Ginaz en honor a su padre.
- Reverenda Madre Bellonda, consejera Bene Gesserit de Murbella, asesinada por Doria.
- Reverenda Madre Doria, consejera Matre de Murbella en la Nueva Hermandad, mata a Bellonda.
- Valquirias, fuerza de élite especialmente entrenada de la Nueva Hermandad.

### Enemigos
El Enemigo del que huyen las Honoradas Matres y los ancianos Daniel y Marty que Idaho veía tras la red de taquiones en Casa Capitular Dune resultan ser Omnius y Erasmus, la supermente y el robot que esclavizaban a la humanidad en tiempos de la Yihad Butleriana, huidos a los confines del Universo y que durante quince mil años preparan el retorno y eliminación de la humanidad.
- Omnius, supermente huida de la Yihad Butleriana, busca la eliminación de la raza humana. Bajo la encarnación de Daniel se deja ver por Idaho tras la red de taquiones que quiere atraparle.
- Erasmus, robot independiente huido de la Yihad Butleriana, muy interesado en el estudio y posible mejora de la raza humana. Bajo la encarnación de Marty desarrolla los nuevos Danzarines Rostro perfeccionados a partir de los danzarines tleilaxu.
- Khrone, líder de los nuevos danzarines rostro al servicio de Omnius y Erasmus. Su objetivo personal es la independencia y ascenso al poder de los danzarines rostro.
- Adiestradores, nuevos danzarines rostro que desarrollan a los futars, híbridos de humano y felino, para cazar y matar Honoradas Matres.
- Barón Vladimir Harkonnen, ghola desarrollado por orden de Khrone con objeto de usarlo para la educación y condicionamiento del ghola Paolo.
- Paolo, ghola de Paul Atreides desarrollado por orden de Khrone como posible reemplazo del ghola de Paul de la Ítaca.
- Hellica, Madre Superiora de las Honoradas Matres rebeldes, finalmente se demuestra haber sido substituida por uno de los nuevos danzarines rostro.

### Otros personajes
Además de las facciones mencionadas, otros personajes y grupos del antiguo imperio y de la Dispersión tienen cabida en la novela.
- Oráculo del Tiempo, mente independiente, se revela finalmente como Norma Cenva, antigua precursora y referente de los navegantes de la Cofradía Espacial.
- Cofradía Espacial, organización clave en el transporte y la economía del imperio, recurren a la confederación ixiana para compensar la carestía de melange provocada por la destrucción de los planetas tleilaxu y de Arrakis por las Honoradas Matres.
- Edrik, navegante de la cofradía, preocupado por la carestía de melange y la posible exclusión de los navegantes en la Cofradía, encarga el desarrollo de un ghola de un Maestro tleilaxu para recuperar la tecnología axlotl que posibilita la producción de especia sintética.
- Ixianos, antigua Casa Vernius, la Confederación ixiana se especializa en el desarrollo de tecnologías rayanas en las prohibiciones butlerianas. Infiltrados por los nuevos danzarines rostro, venden a la Cofradía tecnología procedente de las Máquinas Pensantes.
- Richese, antigua Casa Richese, dedicada a la producción tecnológica a gran escala. Destruidos por Hellica para detener y retrasar la formación de la fuerza militar de la Nueva Hermandad.
- Uxtal, tleilaxu perdido de la Dispersión, es capturado por Khrone y obligado a trabajar en Tleilax en el desarrollo de los gholas del Barón y Paul Atreides para los nuevos danzarines rostro.
- Waff, ghola del antiguo Maestro tleilaxu. Desarrollado aceleradamente por Uxtal a petición de Edrik, tiene lagunas en sus memorias. Acuerda con Edrik el desarrollo de una variación de los gusanos de arena de arrakis para asegurar su provisión de melange.
- Fibios, híbridos humano-anfibio, desarrollados en la dispersión para la explotación de medios y planetas acuáticos. En Buzzell se dedican a la recolección de soopiedras.

## Referencia bibliográfica
- Frank Herbert, Dune. Barcelona: Ediciones Debolsillo, 2003. ISBN 978-84-9759-682-4
- Frank Herbert, Casa Capitular Dune. Ediciones Debolsillo: Barcelona, 2003. ISBN 978-84-9759-770-8
- Brian Herbert, Kevin J. Anderson Cazadores de Dune. Plaza & Janés, Barcelona, 2008. ISBN 978-84-01-33679-9